# Burg Kaltenburg

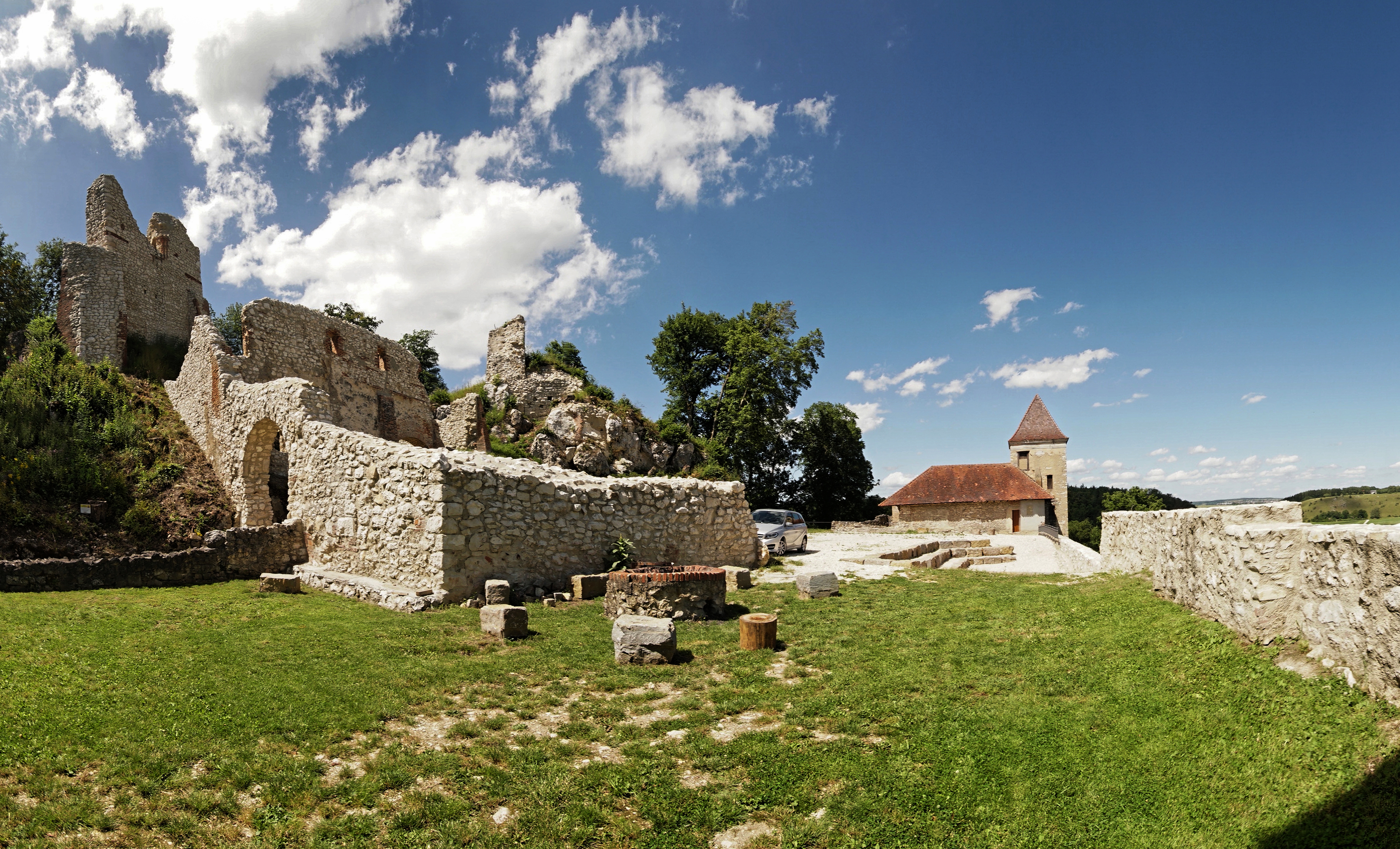
Innenbereich der Burganlage

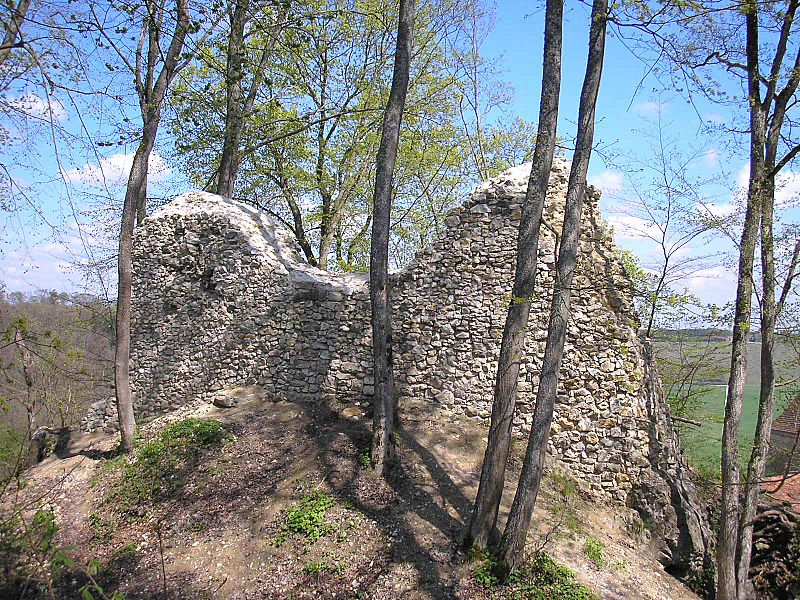
Die romanische Schildmauer im Nordwesten (Feldseite)

Die Ruine der Burg Kaltenburg liegt im Lonetal zwischen den Orten Hürben und Burgberg im Landkreis Heidenheim in Baden-Württemberg. Von der hochmittelalterlichen Wehranlage haben sich noch größere Mauerreste erhalten.
Die Denkmalstiftung Baden-Württemberg ernannte die Burg zum Denkmal des Monats März 2017.

## Geographische Lage

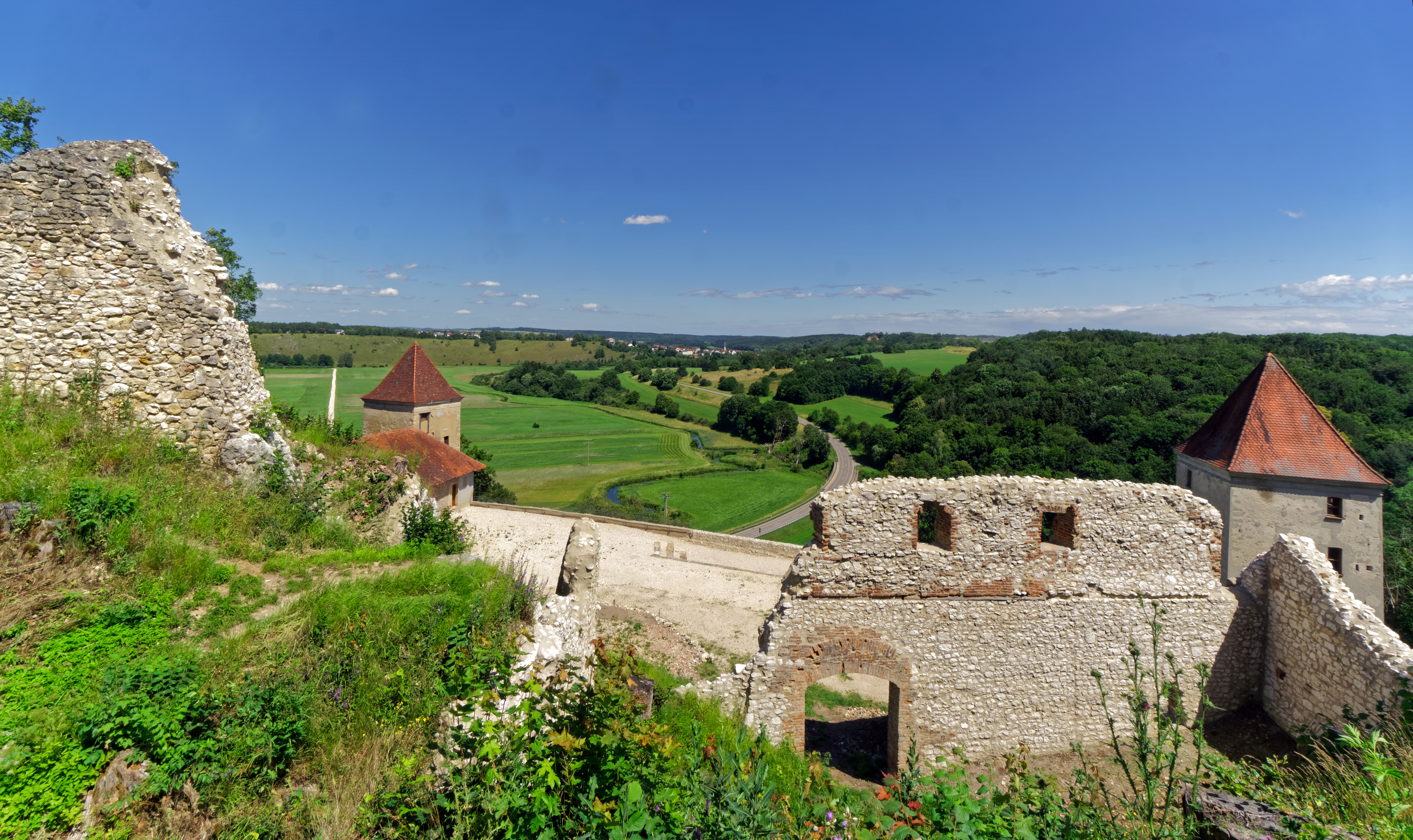
Ausblick auf das Hürbetal und Hürben

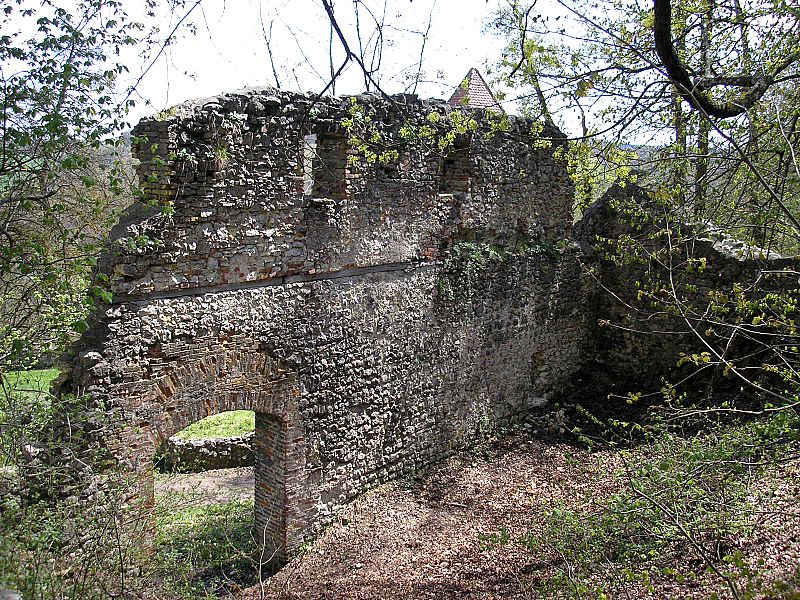
Südwestbau

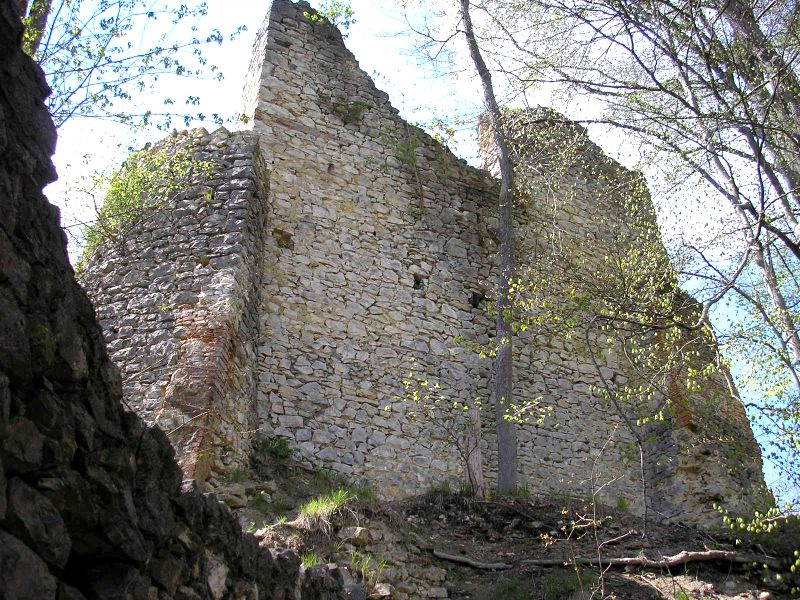
Die südwestliche Schildmauer (Innenseite)

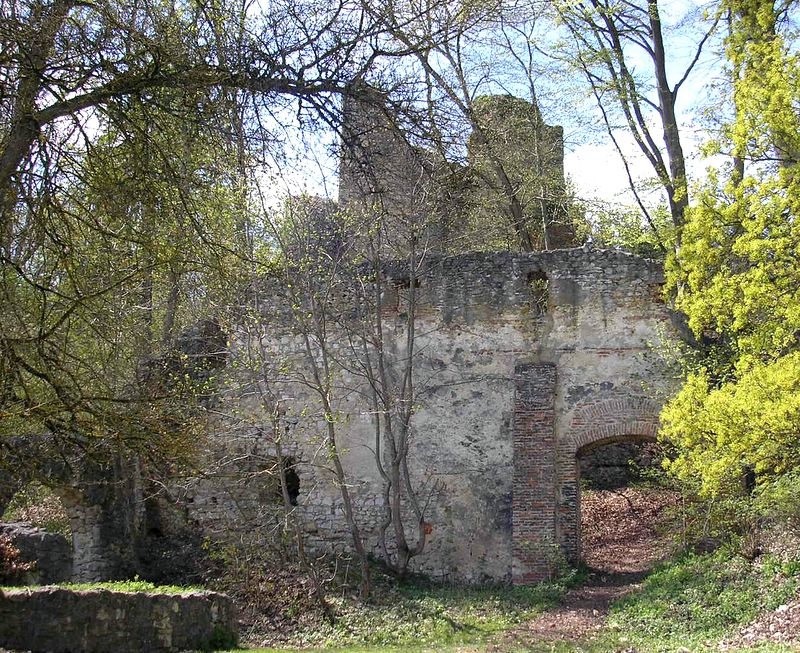
Torbereich mit Südwestbau und zweiter Schildmauer

Die Ruine der Höhenburg liegt auf 510 m ü. NN etwa 60 Höhenmeter über dem Zusammenfluss der Hürbe und Lone auf dem Taleck.
Etwa 500 Meter nördlich der Kaltenburg liegt der Eingang zur Charlottenhöhle, einer der längsten Schauhöhlen der Schwäbischen Alb.

## Geschichte
Der Name der Burg soll auf den angeblichen Burggründer Heinrich von Kalden (Pappenheim) hinweisen, der unter Kaiser Friedrich I. Barbarossa das Amt des Reichshofmarschalls bekleidete. Die Veste dürfte zwischen 1150 und 1180 entstanden sein.
Unter den Staufern war die Herrschaft reichsunmittelbar und wohl mit Dienstmannen besetzt. 1240 erscheint ein Dietmar, 1265 ein Otto von Kaltenburg in den Urkunden. 1332 ist die Burg im Besitz der Grafen von Helfenstein. Als gräflicher Vogt amtierte damals Heinz Vetzer auf der Veste.
Ab 1357 saßen die Herren von Riedheim auf der Kaltenburg. Die Riedheimer hatten die Burg zeitweise als Lehen des Herzogtums Bayern inne oder waren zu Vögten der Reichsstadt Ulm bestellt. Ab dem 15. Jahrhundert besaßen auch andere Adelsfamilien Anteile an der Burg, etwa die Familien von Grafeneck und Stadion.
1435 wurde die Kaltenburg durch die Truppen der Reichsstadt Nürnberg belagert und beschädigt. Eine erneute Zerstörung erfolgte 1632/34 im Dreißigjährigen Krieg. Der Wiederaufbau erfolgte erst 1677 durch die Riedheimer.
1764 stürzte der Südwestbau ein. Die Trümmer wurden für den Neubau des Gutshofes in Reuendorf abtransportiert.
Nachdem die Anlage bereits 1800 als verfallen bezeichnet worden war, brach man 1804 die Burgkapelle ab. 1806 erfolgte jedoch eine teilweise Instandsetzung, 1820 bewohnten fünf Familien die Burg. In diesem Jahr übernahmen die Grafen von Maldeghem den Besitz. Noch 1837 werden 30 Bewohner erwähnt. 1897 scheint nur noch das Torhaus intakt und bewohnt gewesen zu sein.
1938 und 1940 begannen erste Sicherungsarbeiten an den Ruinen, die 1980 bis 1983 fortgesetzt wurden. Im Zuge dieser Maßnahmen wurden auch die beiden Vierecktürme an der Talseite saniert und ausgebaut.
Im Dezember 2015 wurde die Burg von der Interessengemeinschaft Kaltenburg e. V. erworben.
Als erstes würde dann am 3. März 2017 die Lücke in der Mauer geschlossen. Am 1. Dezember 2017 begann die Sicherung der Schildmauer. Knapp vier Monate später wird am 27. März 2018 mit der Sanierung der Schildmauer begonnen, die nach über vier monatlichen Sanierungen, am 27. März 2018 fertig gestellt wird. Dann schließlich hat die Kaltenburg, am 22. Juli 2020, die Bewährungsprobe als Veranstaltungsort bestanden. Als bislang letzte Handlung wurde am 5. Oktober 2020 Schautafeln aufgestellt und ein neuer Schotterbelag verlegt. (Stand: 2. Juni 2021)

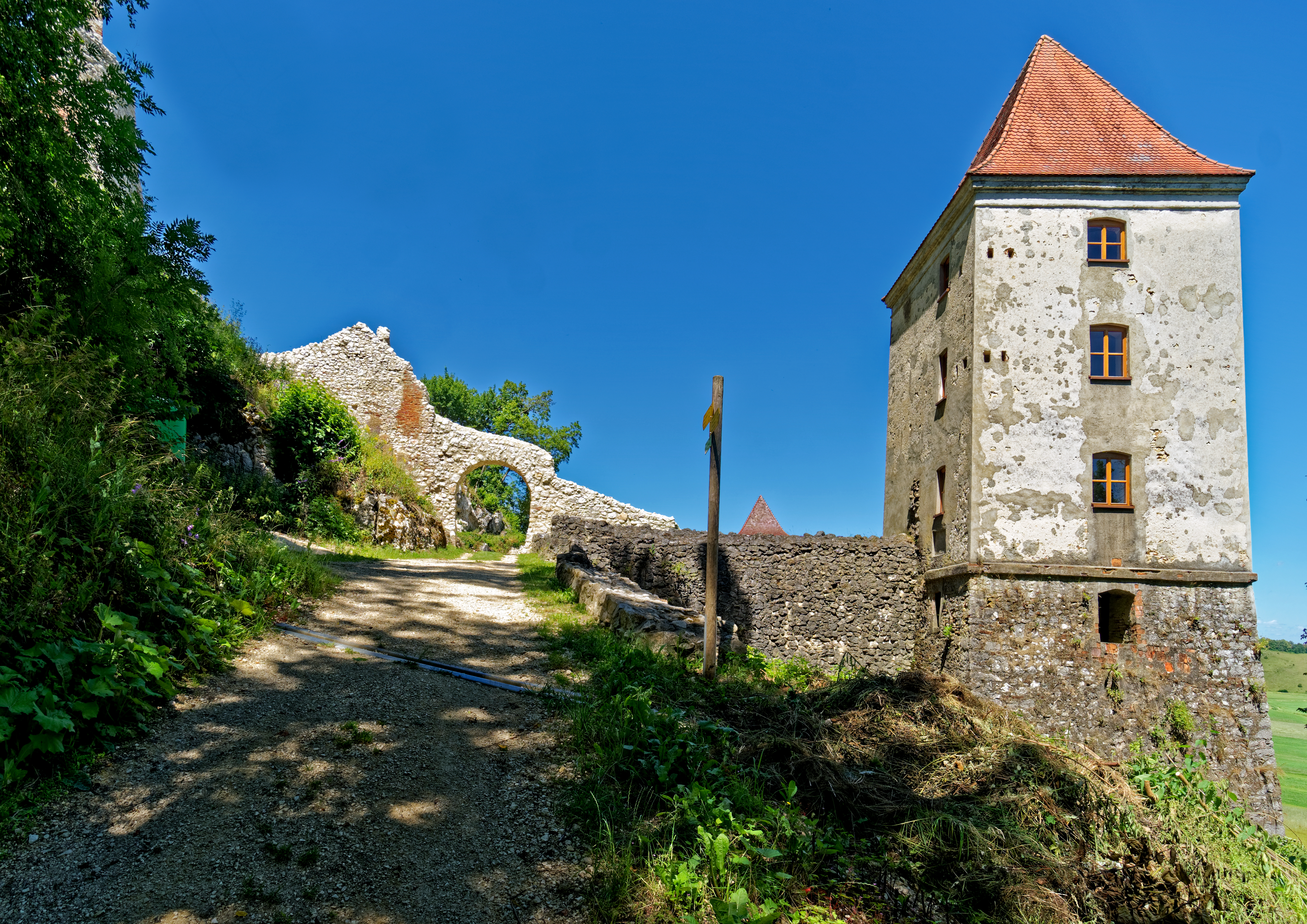
Eingang und Turm der Kaltenburg

## Beschreibung
Der Ausbau der Veste erfolgte in vier Abschnitten, die sich noch gut unterscheiden lassen. Die Burg des 12. Jahrhunderts bestand eigentlich nur aus einem Turmhaus auf dem Burgfelsen. Im 13./14. Jahrhundert wurde die Anlage auf die heutige Größe erweitert und 1450 bis 1560 nochmals ausgebaut. Nach der Zerstörung im Dreißigjährigen Krieg (1632–34) kam es ab 1677 zum Wiederaufbau, der dem Bestand die beiden erhaltenen Vierecktürme hinzufügte.
Das unregelmäßige Fünfeck der Außen- bzw. Zwingermauer war durch zwei viereckige und drei – möglicherweise ehemals vier – runde, vorspringende Türme bewehrt. Die Angriffsseite schützte ein winkelförmiger, ca. 5 Meter tiefer und 10 bis 16 Meter breiter Halsgraben. Das Tor lag im Süden nahe dem Steilabfall.
Im Nordwesten liegt hinter der Zwingermauer noch ein Abschnitt des Halsgrabens der stauferzeitlichen Burganlage, über dem der Felsen der Kernburg aufragt. Auf dem Plateau ist als Rest der ersten Burg noch ein 4 Meter hohes und etwa 16 Meter langes Stück der Schildmauer erhalten. Von den sonstigen Gebäuden der ersten und zweiten Burg blieben nur noch einzelne Quader im Umfeld des bis zu 13 Meter hoch aufragenden, nahezu quadratischen Felsstockes. Die ungefähr 3,4 Meter dicke Schildmauer war offensichtlich die Ostwand eines rechteckigen Turmhauses der ersten Burg (Mauerreste). Der Palas des Nachfolgebaues erhob sich wahrscheinlich westlich davon am tiefer liegenden Felsrand.
Von der Ringmauer der Burg des 13./14. Jahrhunderts ist nur die Südseite mit dem Torbau teilweise erhalten. Am Südwesteck erhebt sich die Schildmauer des Turmhauses der zweiten Burg über den Graben. Das Bauwerk ist knapp 10 Meter lang und noch 7 bis 8 Meter hoch, die Mauerstärke beträgt ca. 2,2 Meter. Die Reste eines gewölbten Ganges in 5 Metern Höhe und sechs Öffnungen auf der Feldseite deuten auf ein vorgehängtes hölzernes Kampfhaus oder eine Hurdengalerie hin. Darunter erhob sich später der Erweiterungsbau der Herren von Riedheim (Umfassungsmauern teilweise erhalten).
Die Zwingeranlagen mit den Stümpfen der Rundtürme sind auf der Bergseite stark restauriert und ergänzt, dürften aber in ihrer heutigen Form dem 15./16. Jahrhundert angehören. Die Talseite mit den beiden hohen Vierecktürmen entstand um 1677. Diese von Pyramidendächern bekrönten verputzten Turmbauten gelten als die Wahrzeichen der Burg und prägen die Ansicht aus dem Tal.
Die Anlage ist größtenteils begehbar und es werden Führungen an zwei Sonntagen im Monat angeboten (nicht während Covid-19) (Stand: 2. Juni 2021).